# Большое Озеро (Омская область)
Большое Озеро — деревня в Горьковском районе Омской области. Входит в Павлодаровское сельское поселение.

## История
Основана в 1803 г. В 1926 г. деревня Большое Озеро состояла из 76 хозяйств, основное население — русские. В составе Спасского сельсовета Иконниковского района Омского округа Сибирского края.

## Население
| 2002 | 2010 | 2021 |
| ---- | ---- | ---- |
| 127  | ↘105 | ↘75  |